# Charizard
Charizard (japanski: リザードン Rizādon) jedan je od 1025 fiktivnih vrsta Pokémona iz medijske franšize Pokémon, skupa Pokémon videoigara, animiranih serija, manga stripova, knjiga, igraćih karata i drugih medija kojima je tvorac Satoshi Tajiri. Svrha je Charizarda u videoigrama, animiranoj seriji i manga stripovima, kao i svrha ostalih Pokémona, borba s divljim Pokémonima – neukroćenim stvorenjima koje igrači i likovi pronalaze dok kreću na razne avanture – i pripitomljenim Pokémonima drugih Pokémon trenera.

## Etimologijaimena
Ime "Charizard" kombinacija je engleskih riječi "char" = opeći, što se odnosi na njegov Vatreni tip, i "lizard" = gušter, odnoseći se na njegovu sličnost s gmazovima.

## Pokédex podaci
- Pokémon Red/Blue: Bljuje vatru dovoljno toplu da otopi kamenje. Poznat je po nenamjernom izazivanju šumskih požara.
- Pokémon Yellow: Kada bljuje eksplozivno toplu vatru, plamen na vrhu njegova repa gori intenzivnije.
- Pokémon Gold: Ako Charizard postane bijesan, plamen na vrhu njegova repa gori plavičasto bijelom bojom.
- Pokémon Silver: Bljujući intenzivne, vruće plamenove, može otopiti gotovo bilo što.
- Pokémon Crystal: Koristi svoja krila kako bi dosegao velike visine. Kako sakuplja iskustvo u borbama, vatra koju bljuje postaje sve toplija.
- Pokémon Ruby/Sapphire: Charizard leti nebom u potrazi za snažnim protivnicima. Bljuje tako vruću vatru da može otopiti gotovo bilo što. Ipak, ne bljuje vatru na protivnike slabije od sebe.
- Pokémon Emerald: Charizard leti uokolo tražeći snažne protivnike. Bljuje snažne plamenove koji tope gotovo bilo koji materijal. Ipak, nikada ih neće upotrijebiti protiv slabijih protivnika.
- Pokémon FireRed: Krila ovog Pokémona mogu ga dovesti i do 1400 metara visine. Bljuje vatru veoma visoke temperature.
- Pokémon LeafGreen: Bljuje vatru dovoljno toplu da otopi kamenje. Može uzrokovati šumske požare.
- Pokémon Diamond/Pearl/Platinum: Kažu kako Charizardova vatra postaje toplija ako je proživio teške borbe.

## U videoigrama
Charizard je neprisutan u divljini unutar svih Pokémon videoigara. Jedini način dobivanja Charizarda jest razvijanje Charmeleona nakon dostizanja 36. razine. Charmeleon se zauzvrat razvija iz Charmandera, koji je jedan od ponuđenih početnih Pokémona unutar igara Pokémon Red i Blue, Pokémon LeafGreen i FireRed, a moguće ga je dobiti i u gradu Ceruleanu u igri Pokémon Yellow.

## Tehnike
| Prirodne tehnike                | Prirodne tehnike | Prirodne tehnike |
| ------------------------------- | ---------------- | ---------------- |
| Tehnika                         | Vrsta tehnike    | Razina           |
| Zmajeva kandža (Dragon Claw)    | Zmaj             |                  |
| Sjenovita kandža (Shadow Claw)  | Duh              |                  |
| Zračno razrezivanje (Air Slash) | Leteći           |                  |
| Grebanje (Scratch)              | Normalni         |                  |
| Režanje (Growl)                 | Normalni         |                  |
| Žeravica (Ember)                | Vatreni          |                  |
| Dimna zavjesa (Smokescreen)     | Normalni         |                  |
| Zmajev bijes (Dragon Rage)      | Zmaj             |                  |
| Strašno lice (Scary Face)       | Normalni         |                  |
| Vatreni očnjak (Fire Fang)      | Vatreni          |                  |
| Razrezivanje (Slash)            | Normalni         |                  |
| Napad krilima (Wing Attack)     | Leteći           | 36               |
| Bacač plamena (Flamethrower)    | Vatreni          | 42               |
| Vatreni vrtlog (Fire Spin)      | Vatreni          | 49               |
| Toplinski val (Heat Wave)       | Vatreni          | 59               |
| Vatreni bljesak (Flare Blitz)   | Vatreni          | 66               |

## Statistike
| HP:      | 78  |  |
| Attack:  | 84  |  |
| Defense: | 78  |  |
| Special: | 85  |  |
| SpAtk:   | 109 |  |
| SpDef:   | 85  |  |
| Speed:   | 100 |  |

Statistika Special korištena je samo tijekom prve generacije; kasnije je podijeljenja na Special Attack i Special Defense statistike.

## U animiranoj seriji
Različiti Charizardi pojavili su se u Pokémon animiranoj seriji. Vjerojatno je najpoznatiji onaj koji pripada Ashu Ketchumu, glavnom protagonistu animirane serije.
U početku, bio je Charmander kojega je napustio njegov trener te je postao vjeran Ashu; nakon nekog vremena, razvio se u Charmeleona, tijekom borbe s vojskom Exeggutora. Iz nekog razloga, Charmeleon je prestao slušati Ashove naredbe. Charmeleon se razvio u Charizarda kada ga je Ash pozvao u pomoć jer ga je napao Aerodactyl.    
Još se jedan Charizard pojavio u epizodi 405, u Hoenn Pokémon ligi te ga je trener Clark koristio u borbi protiv Ashova Grovyla i Glalieja. 
Još se jedan Charizard pojavio u epizodi 250, kojega su koristili Tim Raketa, glumeći "najsnažnije Pokémon trenere" u pokušaju da ukradu Ashovog Pikachua. James je upotrijebio Venusaura protiv Ashovog Cyndaquila, pobijedivši ga, no Ashov je Totodile pobijedio Jessieina Charizarda, djelomično jer ona nije imala znala kako koristiti Charizarda u borbi, naređujući mu napade koje samo njen Arbok zna.
Casey, jedna od povremenih likova, pomogla je povratiti starijem Charizardu sposobnost letenja i riganja vatre u Pokémon Kronikama, u epizodi 18. Još jedan Charizard klon je koji pripada Mewtwou, prepoznatljiv po tamnim prugama na svome tijelu. Ovaj je Charizard imao nekoliko pojavljivanja, te je svako bilo uz Mewtwoa i ostale klonove.   